# ハードトップ

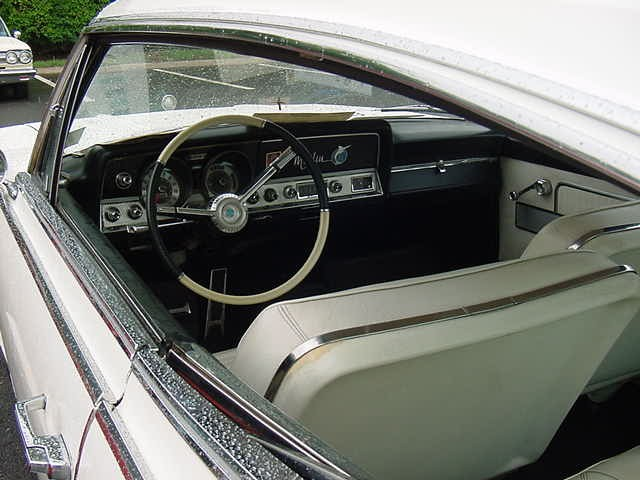
Bピラーを持たないハードトップの例：
ランブラー（AMC）・マーリン

ハードトップ（hardtop）とは、自動車用語のひとつ。以下2つの意味を持つ。
1. オープンカーに装備される屋根のうち、金属や樹脂などの硬質な素材のもの。 → #自動車部品としての「ハードトップ」
2. 側面中央の窓柱（Bピラー）を持たないボディスタイル。 → #ボディスタイルとしての「ハードトップ」

## 自動車部品としての「ハードトップ」

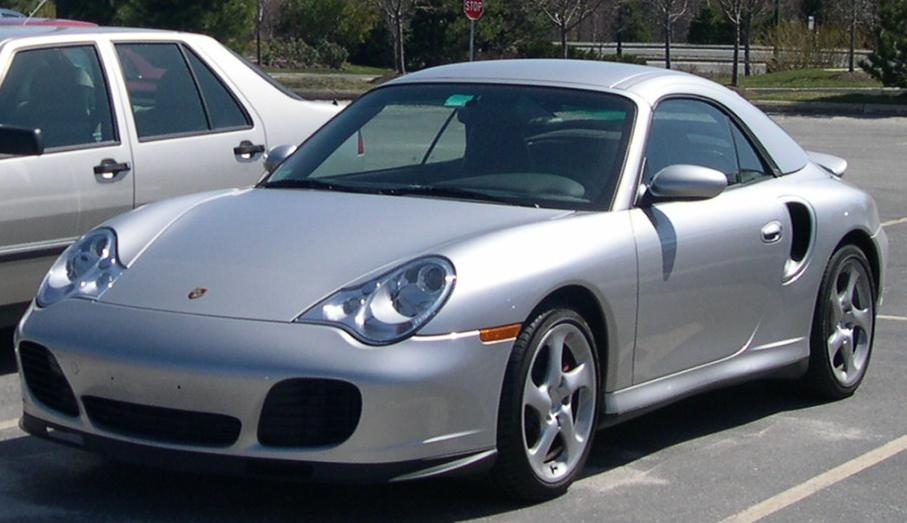
脱着式ハードトップの例：
ポルシェ・911・ターボカブリオレ

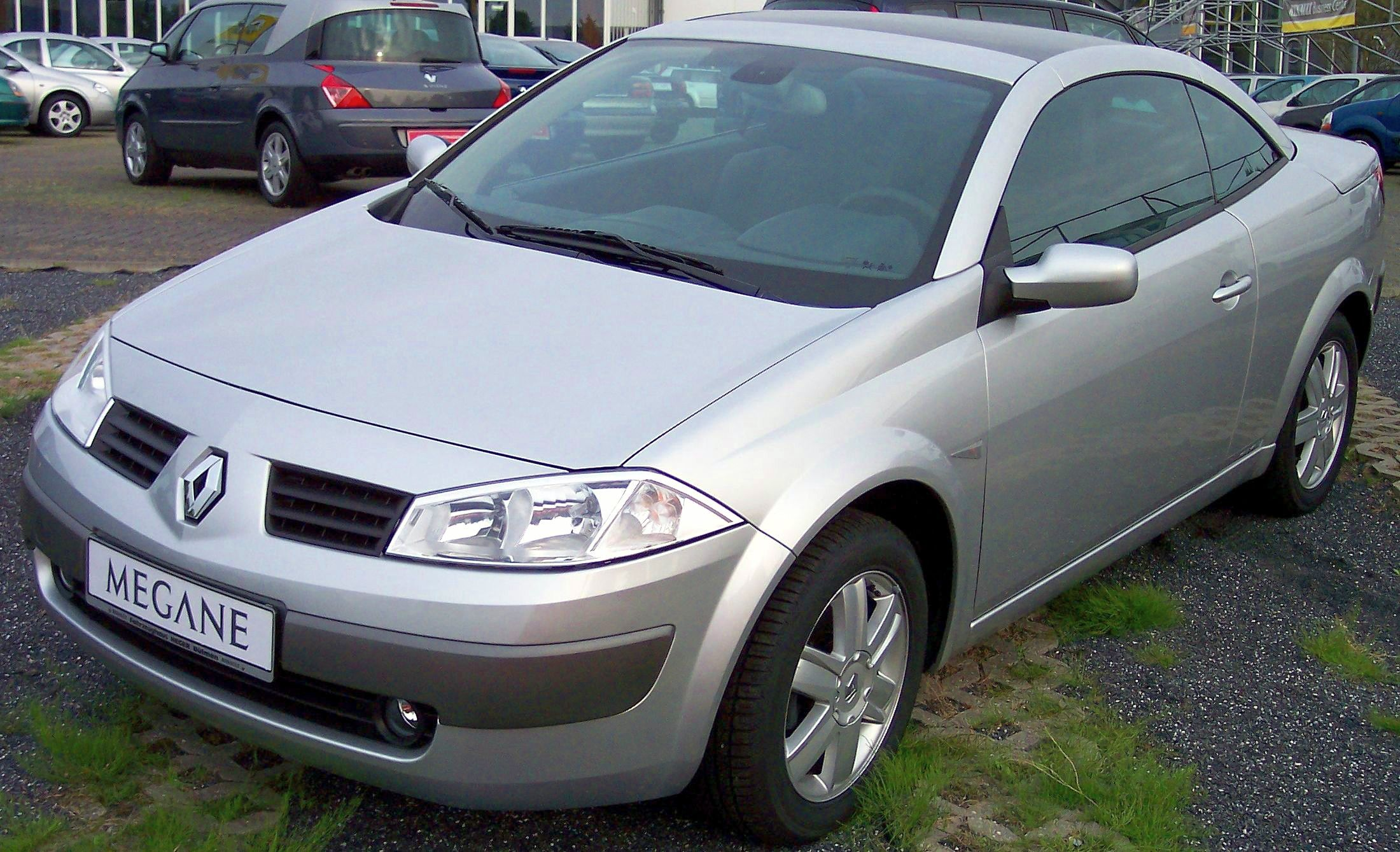
電動格納ハードトップの例：
ルノー・メガーヌ・グラスルーフ・カブリオレ

自動車の屋根のうち金属や樹脂などの硬質な素材のものを指し、特にオープンカーに装備する屋根部品を指す。対して、布やビニールを用いた屋根（幌）を「ソフトトップ」と呼ぶ。
スポーツカーとしてのオープンカー向けのハードトップは、アルミやFRPなどの比較的軽い素材で作られていることが多い。ソフトトップに比べ、ハードトップは着脱作業が煩雑であるが、耐久性や室内の快適性に勝る。また、装着時にはクーペ風の外観になる。車体に電動格納式ハードトップを組み込んだオープンカーもあり、クーペカブリオレと呼ばれる。日本では、このようなハードトップを、「メタルトップ」と呼ぶことがある。
ジープタイプの四輪駆動車では「メタルトップ」や「FRPトップ」という呼称が使われることも多い。ジープタイプ向けのハードトップは、着脱式ではあるものの、頻繁に着脱することは想定しておらず、複数のパネルで構成され重量が大きい。クロスカントリーカーやスポーツ・ユーティリティ・ビークル（SUV）にもメタルトップと呼ばれるものがあるが、これらは屋根を分離することはできない。

## ボディスタイルとしての「ハードトップ」

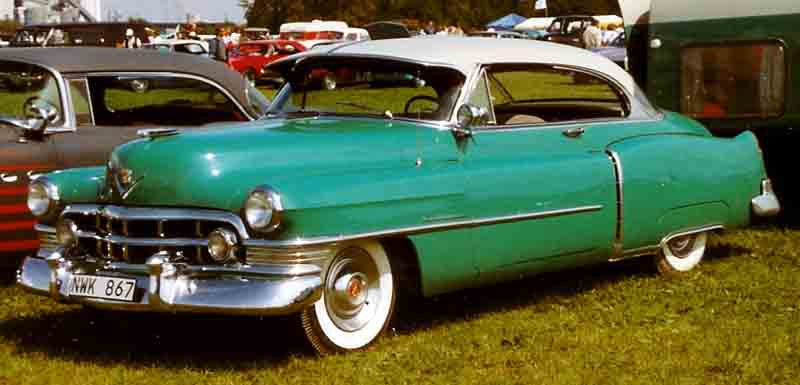
元祖ピラーレス・ハードトップ：
キャデラック・シリーズ 62 クーペドゥビル（1950）

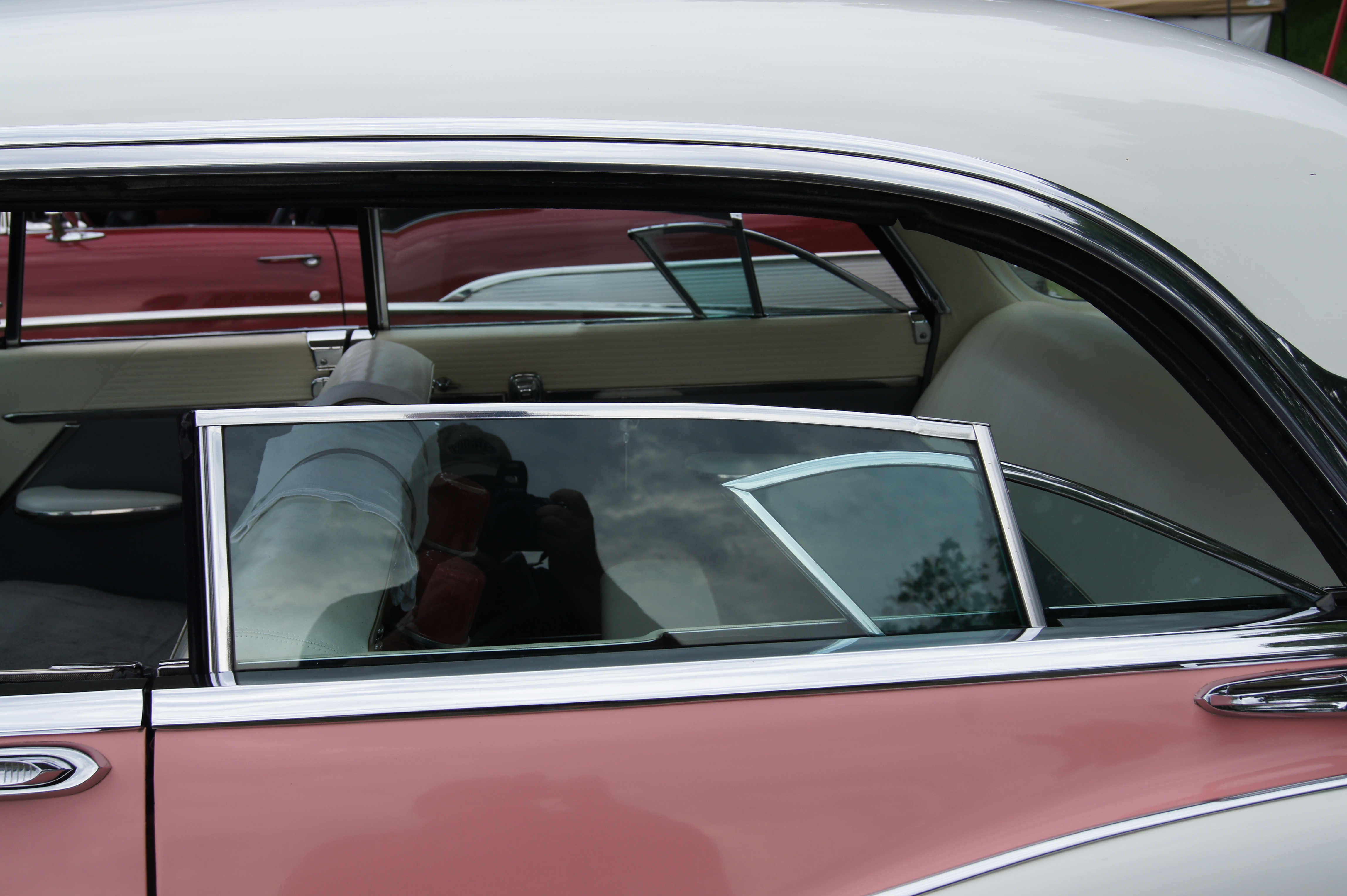
登場時から60年代半ばまでハードトップはサッシ付きのガラスを使用していた：
クライスラー・ウインザー（1956）

スリーボックスの形態（エンジンルーム、キャビン、トランクルーム）を持つ自動車のうち、主に側面中央の窓柱（Bピラー）を持たない形状をいう。
車体デザインにスポーティさや開放感を持たせることを主な狙いとしており、固定された屋根を持つボディ形状にもかかわらず、オープンカーに脱着式の屋根を装着した時のスタイルを連想させるデザイン手法である。Faux Cabrioret（フォー・カブリオレ。偽のカブリオレ）とも呼ばれる。なお、オープンカーや一部のSUVに用意されることが多い脱着式の屋根が、元来の意味での「ハードトップ」である（#自動車部品としての「ハードトップ」にて後述）。
ハードトップ・スタイルは、アメリカで1949年に登場したキャデラック・クーペドゥビルが初めて採用した。この車は一大センセーションを巻き起こした。こののち、アメリカ車では2ドアクーペ・4ドアセダンともにこの手法が大流行した。前後の窓を全て降ろした際に中央部にはピラーやサッシュが残らず、大きな開口部を見せることで乗員の開放感と共に車体デザイン上の演出となっていた。
この演出は、現在ではメルセデス・ベンツ・EクラスクーペやCLクラス／Sクラスクーペ、ベントレー・コンチネンタルGTやブルックランズ、ロールス・ロイスレイスといった、一部の高級クーペが引き継いでいる。

### 日本車のハードトップ

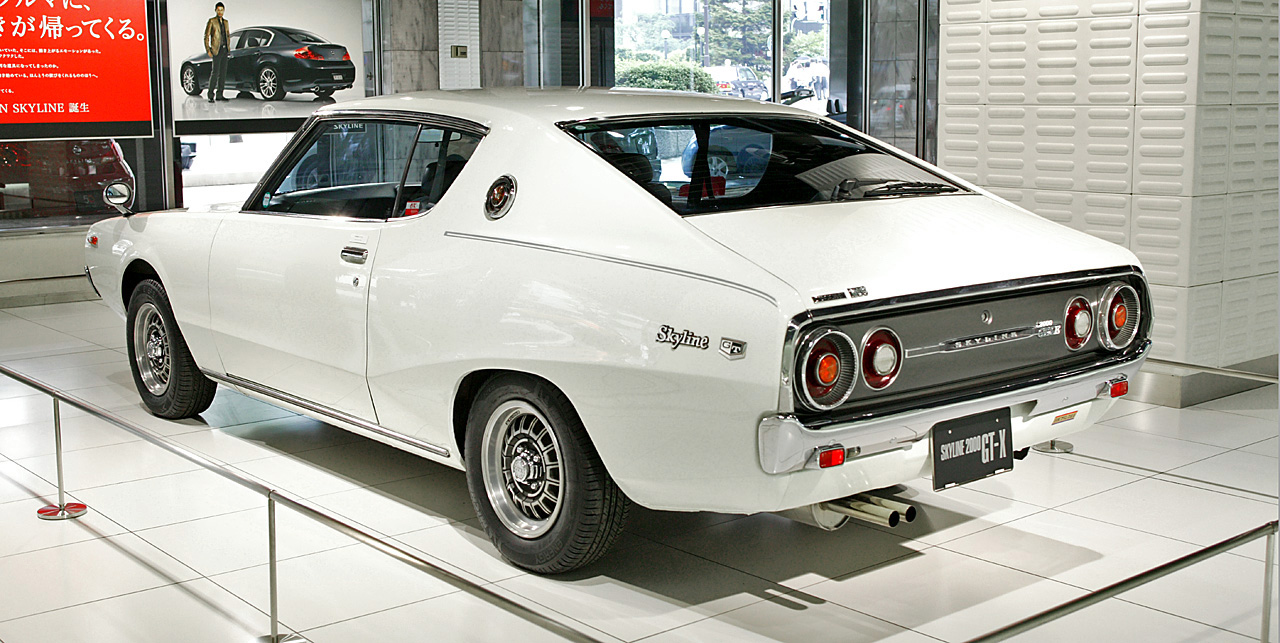
1970年代の日本車を代表するハードトップ：
日産・スカイライン（C110型系）

日本車では1965年のトヨペット・コロナハードトップ（T50型系）が初採用である。これは2ドアハードトップ車であった。その後1970年代にはトヨタ・クラウンや日産・セドリックのような高級車から、ブルーバードやカローラなどの大衆車、さらにはダイハツ・フェローMAXやホンダ・Zといった軽自動車にまで2ドア・ピラーレス・ハードトップが設定されるようになり、4ドアセダンでも、パーソナル需要を主として高級車を中心に4ドア・ピラーレス・ハードトップが流行した（後述）。
ただし、1970年代前半の2ドアハードトップは、ボディ剛性の確保および、アメリカ車から受けたデザイン上の影響によりCピラーが太く処理されており、これに伴いリヤサイドウィンドウは小さくなっていた。このため、Bピラーをなくしたことによる開放感の演出は希薄なものとなっていた。特に斜め後方視界の悪化は顕著であり、オイルショック以後発売された2ドアハードトップ車では、トヨタ・クラウン （S80系）、日産・ブルーバード（810型系）に代表されるオペラウィンドウ付きのものが登場した。

#### ハードトップの多様化

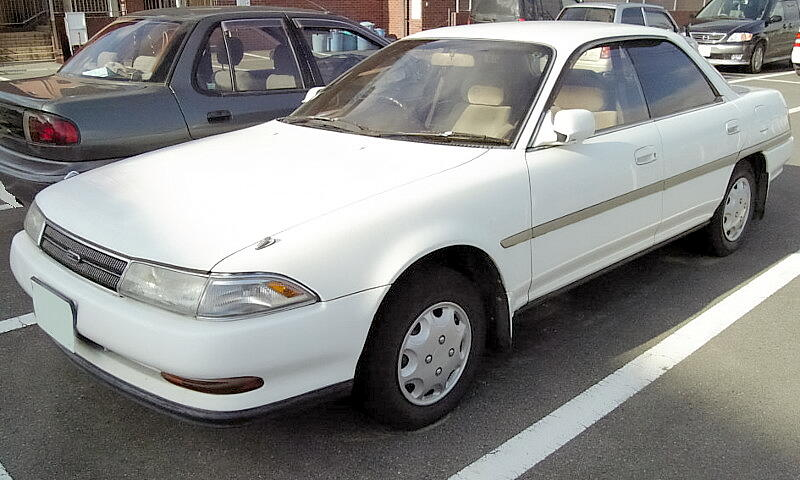
ピラーレス・4ドアハードトップの例：
トヨタ・カリーナED（ST180系）

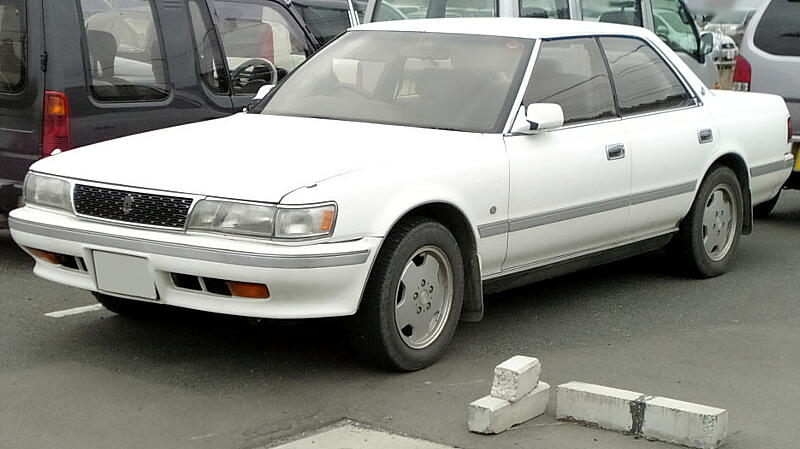
ピラード・4ドアハードトップの例：
トヨタ・チェイサー（X80系）

車体側面中央部の柱（Bピラー）がないため、ボディ剛性や側面衝突への安全性を十分に確保するためには、他の部分の補強が必要となり、重量とコストの上昇は避けられない。そのため、Bピラーを残したままでハードトップの印象を持たせた形態のものも登場し、日本ではトヨタがピラード・ハードトップと名付け、日産との差別化を図った。一方、富士重工業（現・SUBARU）は、窓枠（サッシ）を持たないドアという意味で、サッシュレスドアと表現した。
日本メーカーの4ドア車で初めてドアウィンドウのサッシを排した車種は、1972年（昭和47年）2月に登場したスバル・レオーネである。ただし、これはBピラーを持つピラード・ハードトップ（サッシュレスドア）であり、富士重工業は「ハードトップ」という表現を用いなかった。日本車初のピラーレス・ハードトップ4ドア車は、同年8月に追加設定された230型セドリック/グロリアである。
ピラーレスとピラードのどちらの形式を用いるかはメーカーによって異なる傾向があり、ピラーレスは主に日産が、ピラードは主にトヨタ、マツダ、ホンダ、三菱が積極的に採用した。
しかし、ピラーレス・ハードトップ車が安全面で十分な対応をするには、前述の通り大きなコストがかかり、重量の増加から動力性能も低下する。そのため、それを避けたいメーカーの思惑から徐々にピラード・ハードトップへと移行し、1993年（平成5年）10月のトヨタ・カリーナED/コロナEXiVのフルモデルチェンジをもって、日本車におけるピラーレス・ハードトップは消滅した。
なお、軽自動車では2代目ダイハツ・オプティが唯一の4ドアピラード・ハードトップであった。
2000年代になると、各メーカーでピラード・ハードトップからサッシ付きのドアを持つ一般的なセダンへの移行が進められたが、そのような中でも富士重工業（現・SUBARU）だけは伝統的にセダンとステーションワゴンにピラード・ハードトップ（サッシュレスドア）を採用し続けていた。しかし、同社も2000年代後半からサッシ付きドアへの移行が進められ、2009年（平成21年）の4代目レガシィの販売終了を最後に、日本メーカーの市販車から4ドア以上のハードトップは消滅した。
欧米でも、かつて大流行したアメリカ車を含め、ピラーレス・ハードトップはほとんど見られなくなっている。オープンカーや一部のショーモデル・コンセプトカーを除けば、現在では上記車種のような高級クーペに採用されるのみである。

### 4ドアクーペの台頭によるサッシレスドアの復活

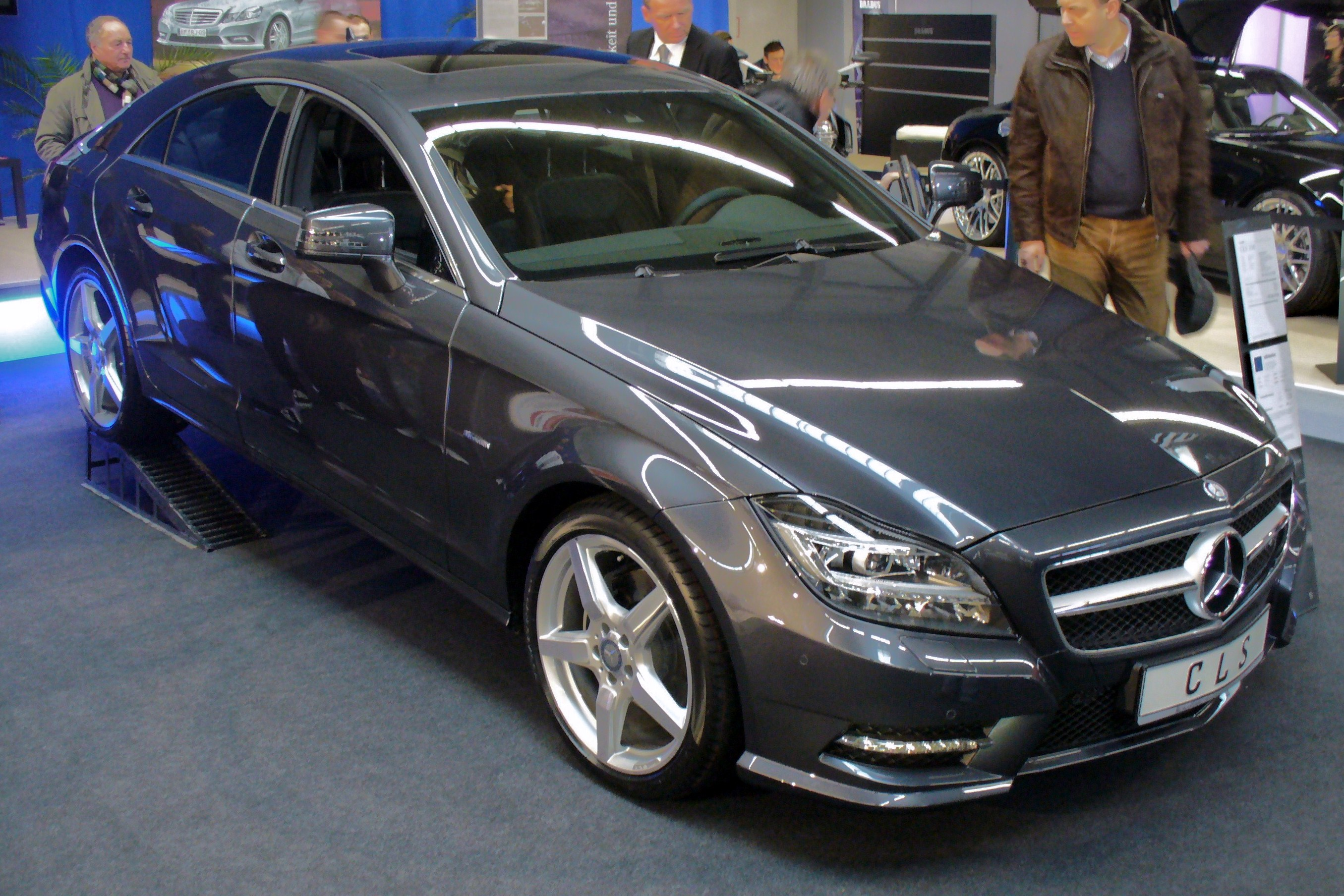
4ドアクーペであるメルセデス・ベンツ・CLSクラス

一時期、クーペ以外にはサッシレス車はなくなっていたが、2004年にメルセデス・ベンツ・CLSクラスが発売されたことにより、4ドアクーペというカテゴリが注目を集め、これを皮切りに、メルセデス・ベンツ・CLAクラス、シトロエンC6、アウディ・A5、アウディ・A7、BMW・5シリーズグランツーリスモ、BMW・6シリーズグランクーペ、BMW・3シリーズグランツーリスモ、BMW・2シリーズグランクーペ、BMW・4シリーズグランクーペ、マセラティ・ギブリと、欧州車では4ドア・5ドアのサッシレス車が増えつつある。現在販売されているものでは、高い気密性とドア閉まりの確実性を両立するため、パワーウィンドウを利用して、ドア開閉時にドアウィンドウをわずかに上下させる制御を行っている。
4ドア車においてのサッシュレスドアはドアウィンドウが小さめになることから、特に後席ドアの開口部が狭くなり乗降性に関しデメリットがある。そのため、スタイル（見栄え）を優先するデザインであれば良いが、キャビンを広く設計したい場合はメリットを持たないという点がある。
その他、以下のような特徴がある。
- 市販を前提としたレベルのコンセプトカーでも、ピラーレスおよびサッシレス構造を採用している例がよく見られる。ただし、市販段階では採用されない傾向がある。
- かつてはセダンとの差別化や安全性確保のため、ピラーレス構造ではグリーンハウス（Greenhouse）や屋根面積を小さくしており、そのためにキャビン全体が狭くなる場合が多かった。
- ウェザーストリップの経年変化による硬化や戸当りの変化によって、気密性の低下や雨漏り・水漏れが起こったり、ドアの締まりが悪くなる場合がある。
- 窓ガラス昇降の際にガイドとなるガラスランを持たない（ウインドウレギュレータのみで昇降する）構造から、サイドガラスの昇降調整や戸当り強さの微調整には熟練の技を要する。またサッシ付きドアに比べてドア自体の重量も嵩む傾向にある。
- ドアの窓枠がないことによる前方・側方死角の減少や、窓を降ろせば狭い場所でも乗り降りがしやすいなど、見かけのスタイリッシュさとは別の、実用的なメリットも存在する。